# Emir Azemović
Emir Azemović (in serbo Емир Аземовић?; Novi Pazar, 6 gennaio 1997) è un calciatore montenegrino, difensore dell'Elbasani.

## Carriera

### Club
Il 15 settembre 2017 viene acquistato a titolo definitivo dalla squadra slovena del Domžale.

### Nazionale
Il 1º settembre 2017 esordisce nelle qualificazioni agli Europei Under-21.

## Statistiche

### Cronologia presenze e reti in nazionale
| Cronologia completa delle presenze e delle reti in nazionale ― Montenegro under 21 | Cronologia completa delle presenze e delle reti in nazionale ― Montenegro under 21 | Cronologia completa delle presenze e delle reti in nazionale ― Montenegro under 21 | Cronologia completa delle presenze e delle reti in nazionale ― Montenegro under 21 | Cronologia completa delle presenze e delle reti in nazionale ― Montenegro under 21 | Cronologia completa delle presenze e delle reti in nazionale ― Montenegro under 21 | Cronologia completa delle presenze e delle reti in nazionale ― Montenegro under 21 | Cronologia completa delle presenze e delle reti in nazionale ― Montenegro under 21 |
| Data                                                                               | Città                                                                              | In casa                                                                            | Risultato                                                                          | Ospiti                                                                             | Competizione                                                                       | Reti                                                                               | Note                                                                               |
| ---------------------------------------------------------------------------------- | ---------------------------------------------------------------------------------- | ---------------------------------------------------------------------------------- | ---------------------------------------------------------------------------------- | ---------------------------------------------------------------------------------- | ---------------------------------------------------------------------------------- | ---------------------------------------------------------------------------------- | ---------------------------------------------------------------------------------- |
| 12-6-2017                                                                          | Niš                                                                                | Montenegro under 21                                                                | 3 – 2                                                                              | Georgia under 21                                                                   | Amichevole                                                                         | -                                                                                  |                                                                                    |
| 1-9-2017                                                                           | Aktobe                                                                             | Kazakistan under 21                                                                | 1 – 1                                                                              | Montenegro under 21                                                                | Qual. Europeo Under-21 2019                                                        | -                                                                                  |                                                                                    |
| 5-9-2017                                                                           | Tetovo                                                                             | Montenegro under 21                                                                | 1 – 1                                                                              | Bosnia ed Erzegovina under 21                                                      | Amichevole                                                                         | -                                                                                  | 66’                                                                                |
| 5-10-2017                                                                          | Troyes                                                                             | Francia under 21                                                                   | 2 – 1                                                                              | Montenegro under 21                                                                | Qual. Europeo Under-21 2019                                                        | -                                                                                  |                                                                                    |
| 9-10-2017                                                                          | Podgorica                                                                          | Montenegro under 21                                                                | 1 – 3                                                                              | Slovenia under 21                                                                  | Qual. Europeo Under-21 2019                                                        | -                                                                                  |                                                                                    |
| 9-11-2017                                                                          | Nova Gorica                                                                        | Slovenia under 21                                                                  | 2 – 0                                                                              | Montenegro under 21                                                                | Qual. Europeo Under-21 2019                                                        | -                                                                                  |                                                                                    |
| 14-11-2017                                                                         | Stara Zagora                                                                       | Bulgaria under 21                                                                  | 3 – 1                                                                              | Montenegro under 21                                                                | Qual. Europeo Under-21 2019                                                        | -                                                                                  |                                                                                    |
| Totale                                                                             |                                                                                    | Presenze                                                                           | 7                                                                                  |                                                                                    | Reti                                                                               | 0                                                                                  |                                                                                    |